# Sentiero Pembrokeshire
Il sentiero Pembrokeshire (in gallese: Llwybr Arfordir Sir Benfro; in inglese: Pembrokeshire Coast Path) è un sentiero di media percorrenza a piedi nel Galles sud-occidentale, che parte da Poppit Sands, nei pressi del villaggio di St Dogmaels, nel nord della contea del Pembrokeshire, e arriva ad Amroth, nel sud della contea, lungo un percorso di 299 km. È stato inaugurato il nel 1970 e, dal 2012 fa parte del Sentiero Wales Coast.

## Storia
Nel 1952, seguendo la traccia del Parco Nazionale Pembrokeshire Coast, il naturalista e scrittore gallese Ronald Lockley ha trovato un nuovo percorso costiero. Lungo il percorso vi erano dei piccoli centri abitati, ma la comunicazione fra questi era scarsa e generalmente solo via mare.
La relazioni che Lockley ha tenuto nel 1953 per la Commissione incaricata del tracciato evidenziava che la maggior parte dei sentieri erano privati e che necessitavano di negoziati per l'esproprio. La maggior parte dei proprietari erano favorevoli, e molti hanno beneficiato della costruzione delle nuove delimitazioni. Ancora oggi, tuttavia, il sentiero ufficiale passa in luoghi e ha deviazioni dai sentieri dei proprietari terrieri che non erano disposti al negoziato di cessione.
Per il completamento della mappatura del percorso ci sono voluti 17 anni, e questo lavoro ha incluso la costruzione di oltre 100 passerelle e 479 scale, e l'eliminazione di tantissimi ostacoli in zone ripide o scivolose.
Inaugurato da Wynford Vaughan-Thomas il 16 maggio 1970, ha la lunghezza di 180 miglia (290 km), ma nel corso degli anni ci sono state modifiche che hanno esteso la sua lunghezza a 186 miglia (299 km).

## Altre immagini

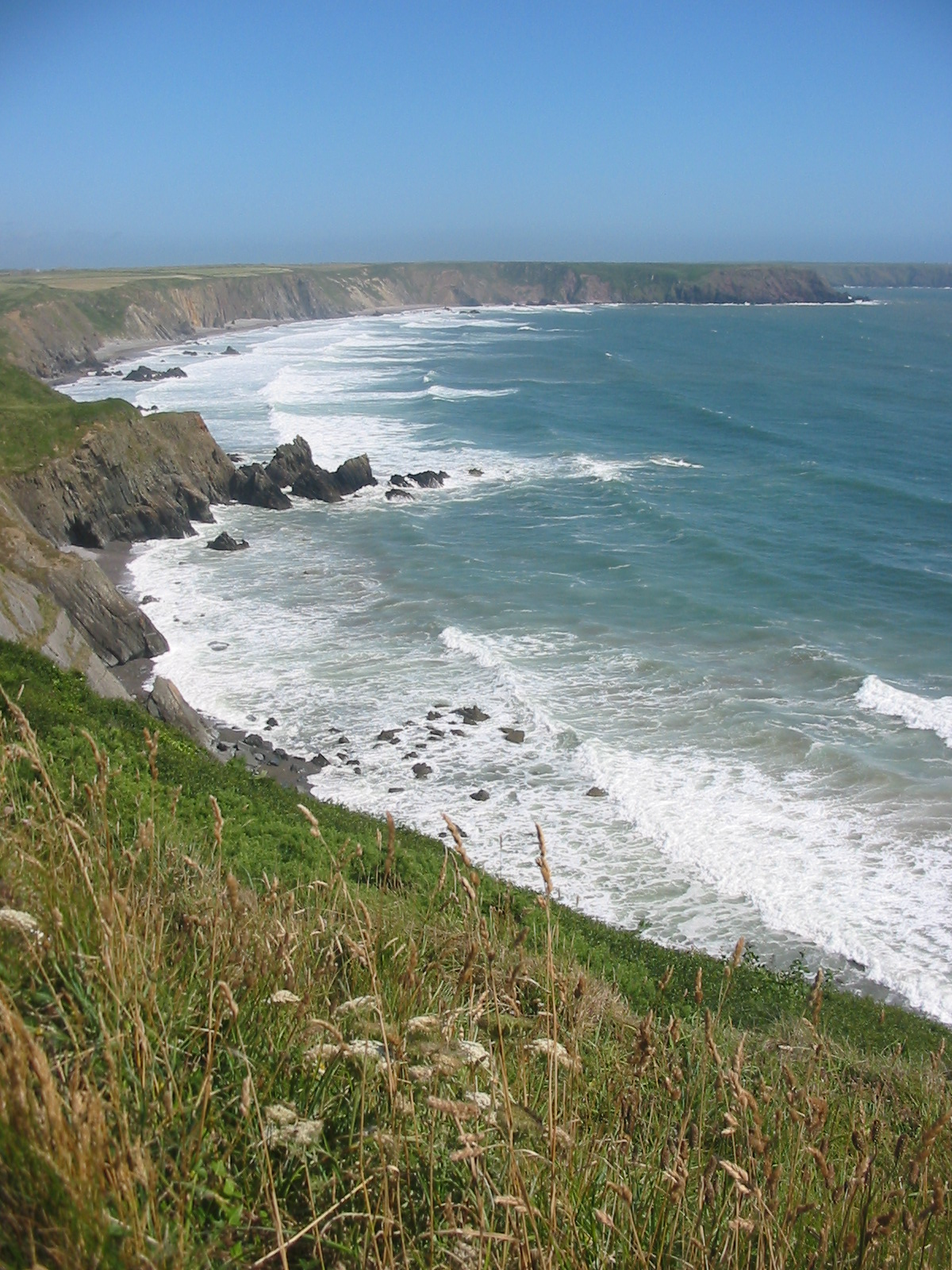
Il sentiero Pembrokeshire visto dalla Penisola di Marloes
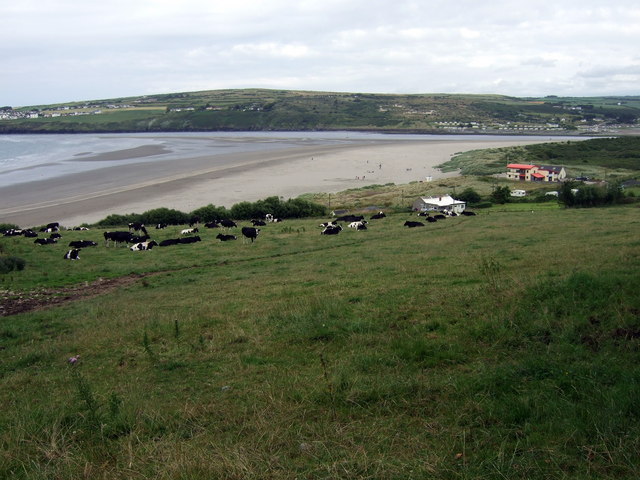
Il sentiero nella spiaggia Poppit